# Знакомьтесь — Кевин Джонсон
«Знакомьтесь — Кевин Джонсон» (англ. Meet Kevin Johnson) — восьмая серия четвёртого сезона и восьмидесятая серия в общем счёте телесериала «Остаться в живых». Центральный персонаж в пятый раз за сериал — Майкл Доусон. Сценарий серии написали в октябре—ноябре 2007 года исполнительный продюсер сериала Элизабет Сарнофф и сопродюсер Брайан К. Вон, а саму серию снял в ноябре того же года Стивен Уильямс. Премьерный показ состоялся 20 марта 2008 года на ABC в США и на CTV Television Network в Канаде. В России показ серии состоялся 12 января 2009 по Первому каналу.
В финале второго сезона после шестидесяти семи дней нахождения на острове один из выживших пассажиров рейса 815 компании Oceanic Airlines Майкл Доусон (Гарольд Перрино) уплывает с острова на моторной лодке, договорившись с обитателями острова — так называемыми Другими. Месяц спустя, в предшествующей серии его встречают двое других персонажей, Саид Джарра (Нэвин Эндрюс) и Десмонд Хьюм (Генри Йен Кьюсик), на борту корабля неподалёку от острова. Майкл рассказывает им о своей жизни вне острова, и этому рассказу посвящён самый долгий непрерывный флешбэк в истории сериала.
Сценарий серии был завершён в день начала забастовки Гильдии сценаристов 2007—2008 годов — 5 ноября 2007. Постпродакшн был завершён через неделю без их участия. ABC обещала обязательно выпустить написанные восемь серий вне зависимости от результатов забастовки, но сценаристы понимали, что финал серии не подходит для финала сезона. ABC же не приняла их требований.
Серию посмотрело 13 миллионов телезрителей в США, но реакция на неё была неоднозначной. Главным объектом обсуждений была кульминация серии, которая критиковалась за концентрацию на незначительных, вторичных персонажах. Хотя критики хорошо отозвались об истории переживаний главного героя, они обращали внимание, что события, показанные в серии, не укладываются во временные рамки, в которых они должны происходить, чтобы сохранить целостность повествования. Серия, единственная из всего сезона, удостоилась награды «Эмми» — за звуковое оформление среди сериалов с длиной серии в 1 час (англ. Outstanding sound mixing for a comedy or drama series (one-hour)).

## Сюжет
Действие серии начинается 26 декабря 2004 года, через три месяца после крушения самолёта рейса Oceanic 815. Саид и Десмонд находятся на корабле «Кахана», принадлежащем Чарльзу Уидмору, отправившего его к острову, чтобы захватить лидера Других Бенджамина Лайнуса (Майкл Эмерсон).
Капитан Гольт (Грант Боулер) останавливает двух членов экипажа, пытающихся сбежать с корабля. Он избивает их, выкрикивая при этом, что это делается для их же блага, чтобы с ними не случилось того же, что произошло с Джорджем Минковски. На следующий день Саид Джарра вынуждает Майкла рассказать о том, что с ним произошло за время, пока он отсутствовал на острове. Рассказ Майкла представлен в виде одного из самых длинных непрерывных флешбэков в истории сериала.
Уплыв с острова, Майкл вместе с сыном Уолтом (Малькольм Дэвид Келли) возвращаются в Нью-Йорк. Из-за угрызений совести он рассказывает сыну, что именно он убил Ану-Люсию и Либби (Синтия Уотрос), чтобы спасти его из плена Других. После этого признания Уолт не хочет жить вместе с Майклом и переезжает в дом своей бабушки — матери Майкла (Старлетта Дюпуа). Майкл страдает от ночных кошмаров, в которых к нему приходит дух Либби, и пытается покончить с собой. Выйдя из больницы после того, как он пытался погибнуть в автокатастрофе, Майкл решает застрелиться. Чтобы купить пистолет, он продаёт часы, подаренные ему Джином в финале первого сезона. Когда он пытается застрелиться на улице, к нему подходит Том (М. К. Гейни), Другой, похищавший Уолта. Том говорит, что Остров не даст Майклу умереть, и сообщает, что Майклу нужно наняться на корабль «Кахана» под псевдонимом Кевин Джонсон и убить на борту каждого, кто может принести вред выжившим на Острове. С этой целью Майкл отправляется на Фиджи и нанимается на корабль. Майлз говорит ему, что его зовут не Кевин Джонсон, но на этом корабле все о чём-то врут. Но Майкл не решается начинать саботаж до тех пор, пока не видит Мартина Кими (Кевин Дюранд) и его подручных, тренирующихся в стрельбе на корабле. После того, как он пытается взорвать пронесённую с собой бомбу, но видит, что она ненастоящая, с ним связывается Лайнус и объясняет, что это он приказал выдать ненастоящую бомбу, так как он против убийства невинных людей на борту. Когда Майкл рассказывает свою историю, Саид рассказывает Гольту о том, кто он есть на самом деле.
На острове в бывшей деревне Других, где живёт часть выживших пассажиров, лидер группы Джон Локк собирает людей на ужин, чтобы обсудить проблему пришельцев с корабля. За ужином Бенджамин раскрывает секрет, что его шпион на корабле — Майкл Доусон. После ужина Бен уговаривает свою дочь Александру отправиться в некий храм, потому что считает, что там безопасней. Она уходит вместе со своей матерью Даниэль Руссо (Мира Фурлан) и другом Карлом (Блейк Башофф). По пути они попадают в засаду, организованную людьми Кими. Карл и Даниэль погибают, а Алекс берут в плен.

## Создание

### Кастинг

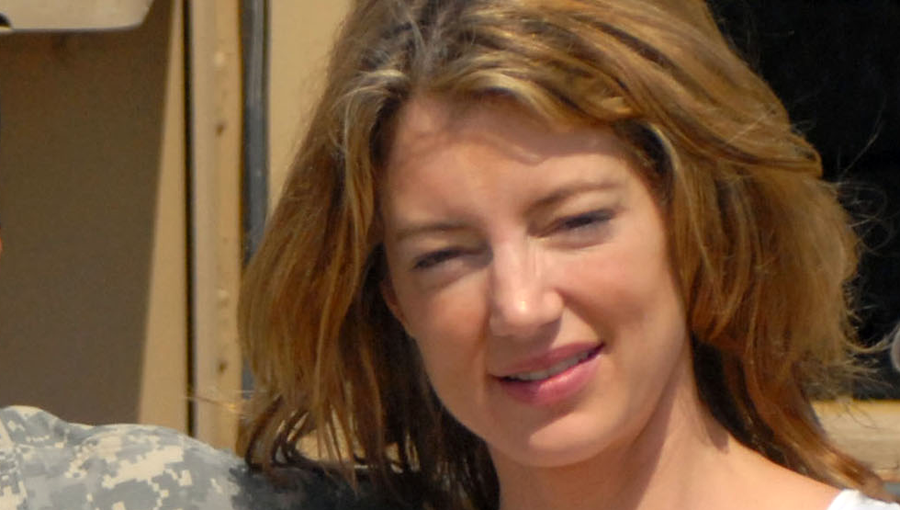
Актриса Синтия Уотрос, исполняющая роль Либби, впервые появилась в сериале после финала второго сезона

В «Meet Kevin Johnson» впервые появляется Синтия Уотрос в роли Либби со времени, когда её героиня была убита во втором сезоне. Несмотря на обещания Мэтта Раггианти о том, что во втором сезоне будет эпизод, в котором Либби будет главным персонажем, Либби стала первым героем, которому не было посвящено ни одной серии, но который состоял среди основных персонажей. После этого исполнительный продюсер и сценарист Деймон Линделоф обещал раскрыть прошлое героини в третьем сезоне. Но позже он заявил, что история Либби будет рассказана через флешбэки нового героя, который должен будет появиться в четвёртом сезоне. Сценарист и исполнительный продюсер Карлтон Кьюз даже говорил, что эти флешбэки будут присутствовать во многих сериях. Но эти обещания так и остались обещаниями: Уотрос появилась только в нескольких сценах «Meet Kevin Johnson» в виде галлюцинации, являющейся Майклу. Авторы сказали, что они всё-таки прольют свет на эту героиню в пятом сезоне. Позже авторы ещё раз всё пересмотрели, и Кьюз заявил, что участие Либби закончено. Когда Уотрос снова появилась в сериале, её имя в титрах было среди прочих приглашённых звёзд, хоть и первым в списке, тогда как имена остальных приглашённых звёзд было в алфавитном порядке. Раньше, если в серии появлялся кто-то из уже мёртвых главных героев, имя актёра в титрах упоминалось как «специальная приглашённая звезда».
Член актёрского состава первого сезона Малкольм Дэвид Келли появился в небольшой сцене, где его герой, десятилетний сын Майкла Уолт смотрит за отцом из окна дома своей бабушки, но в титрах его имени не было. Пятнадцатилетний Келли утверждал, что его гримировали, чтоб он выглядел младше, однако Линделоф и Кьюз заявили, что постановщик спецэффектов
Митч Саскин просто добавил в сцену некоторые кадры со времён съёмок первого сезона. Поскольку Келли был столь затенён и его имени не было в титрах, телекритики были уверены, что в роли Уолта был кто-то другой. Стив Хейзер из журнала Time Out написал:

Вы должны пожать руку сценаристам «Остаться в живых»: неделями люди спорили о том, как они собираются справиться с неизбежным взрослением Уолта. Ведь сериал начался в 2004 и по сюжету прошло только несколько месяцев после авиакатастрофы. Но в реальности прошли годы, и Келли возмужал. И что же они сделали? Они просто не показали его. Умно.
Оригинальный текст (англ.)You gotta hand it to the Lost writers: For weeks, people have speculated about how they were going to treat Walt's inevitable pubescence.  See, the show's set in 2004, and only a few months have passed since the plane crash.  Yet … it's been years, and … Kelley has become a man.  So what did they do? … They just didn't show him.  Clever.
— 
Обозреватель TMZ посчитал, что «не показывать Уолта — разумный способ скрыть то, что он стал на один фут выше», а также решил, что создатели больше никогда не покажут этого героя. Никки Стаффорд из журнала Wizard заявила, что «ребёнком, стоящим в окне, был определённо не Малкольм Дэвид Келли».
Снявшись в шести сериях третьего сезона и в двух сериях четвёртого, Блейк Башофф получил роль Морица Штифеля в бродвейском мюзикле «Весеннее пробуждение» (англ. Spring Awakening). Он предупредил Линделофа и Кьюза, что в течение полугода, начиная с декабря 2007, он не сможет сниматься в «Остаться в живых», потому что будет занят на репетициях. Сценаристы не стали его удерживать и переписали историю, убив его героя.. Но по их замыслам Карл всё равно должен был погибнуть, вопрос был лишь во времени. В одной из последующих серий один из персонажей, Майлз находит в джунглях захороненное тело Карла, но в этой сцене вместо Башоффа снимался дублёр. Башофф рассказал, что авторы надеются, что он сможет вернуться в сериал и сняться в сцене, подобной сценам Тома из «Meet Kevin Johnson». Также он сказал, что полюбил сериал и хотел бы узнать больше о биографии своего героя.

### Сценарий

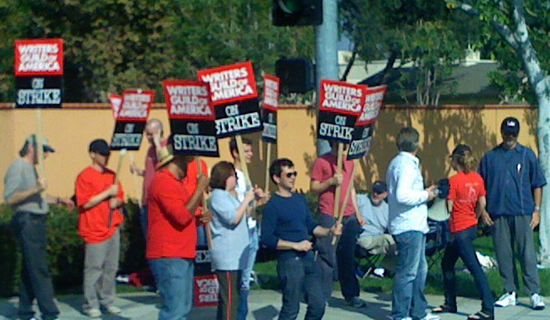
Члены гильдии сценаристов бастуют перед зданием Disney, владельца ABC

В день, когда был закончен сценарий серии, началась забастовка Гильдии сценаристов США.
Авторы хотели придержать восемь серий до тех пор, пока они не смогут доделывать сезон, потому что серия довольно интересна, но не настолько, чтоб стать кульминацией сезона, они назвали её «концом захватывающей главы, но не концом романа».
В ABC решили, что эти восемь серий будут показаны в январе—марте 2008 года вне зависимости от того, будут ли сняты остальные серии.
12 февраля 2008 года, после окончания забастовки, авторы стали просить ABC показать «Meet Kevin Johnson» 17 апреля, вместе со второй половиной сезона, потому что «восьмая серия довольно необычна и является началом чего-то нового».
Хорхе Гарсия, исполняющий роль Хьюго, согласился, что «это довольно шокирующий конец, но он уступает предыдущим финалам». Но руководство ABC решило, что новые серии «Остаться в живых», «Дурнушки» и «Анатомии страсти» будут показываться с 24 апреля.
Несмотря на забастовку сценаристов, сопродюсер и сценарист Адам Хоровиц заявил, что эта серия «приносила много удовольствия при работе над ней, потому что мы так долго ждали, когда сможем рассказать о том, что произошло с Майклом». Карлтон Кьюз говорил: «мы чувствовали, что зрители имеют право знать, что случилось с ним и Уолтом после того, как они уплыли на лодке». Координирующий продюсер Элизабет Сарнофф рассказывала, что «цель Майкла на протяжении всего сезона — погибнуть, чтобы искупить себя». Сопродюсер Эдвард Китсис добавил, что «момент, когда Уолт не видит Майкла, довольно душераздирающий… Я всегда уважал тот факт, что он рассказал сыну об убийствах… Даже несмотря на то, что он знал, что это может вызвать разрыв их отношений, он хотел быть честным… За это его можно уважать». Гарольд Перрино, исполняющий роль Майкла, заключил: «Он оступился, совершил проступки, привёдшие его в плохую ситуацию, но всё-таки он — хороший парень». Вместо того, чтобы чередовать флешбэки со сценами из основного сюжета, создатели решили показать их единым неразрывным блоком, обрамив сценами из основной сюжетной линии. До этого подобный приём использовался только в серии «Вспышки перед глазами» из третьего сезона. Непрерывный флешбэк из серии «Meet Kevin Johnson» оказался самым длинным в истории «Остаться в живых». Хоровиц объяснил это так: «Поскольку мы нарушали историю, это наконец случилось, и получился самый длинный на данный момент флешбэк». Когда Линделофа спросили, почему псевдоним Майкла не является аллюзией на литературного или исторического персонажа, как многие герои сериала, он ответил:

Если бы Другие дали ему фамилию Дарвин или Диккенс, Уидмор заподозрил бы что-то неладное и подумал бы: «на моём корабле есть некто со странным именем, скорее всего, он — шпион Лайнуса», и поэтому они придумали самое обыкновенное имя, которое может быть — Кевин Джонсон.
Оригинальный текст (англ.)If the Others … had chosen … Darwin or … Dickens, then … Widmore would have gotten suspicious: he'd go like, 'oh, now there's somebody on my boat with a literary allusion in their name, which sounds very much like that's a Benjamin Linus alias', so they picked the most innocuous name they possibly could, which was Kevin Johnson.
— 
То, что существует реальный человек с таким именем, Линделоф назвал случайным совпадением.
В одной из сцен серии Майкл приходит в гостиничный номер к Тому и застаёт того с любовником — Артуро (Франческо Саймон): так зрителям становится известно, что Том — единственный гомосексуал из героев сериала. Споры о сексуальной ориентации Тома начались после показа первой серии третьего сезона, где Том говорит Кейт (Эванджелин Лилли), что «она — не его тип». Через несколько недель авторы намекнули, что один из персонажей в конечном счёте окажется геем. Подогревая подозрения интернет-сообщества, М. К. Гейни начал по-другому играть своего героя, заставляя его флиртовать с Джеком (Мэтью Фокс). После выхода «Meet Kevin Johnson» на экран Кьюз и Линделоф подтвердили, что сюжетная линия, посвящённая ориентации Тома, велась с начала третьего сезона, но они чувствовали, что надо было явно раскрыть её. Линделоф заметил, что это был далеко не тонкий намёк. Эдвард Китсис сказал, что «это было великолепно — видеть Тома и понимать, что он настоящий джентльмен». М. К. Гейни описал это так: «В любой группе людей должен быть кто-то не такой, как все, и Том оказался этим человеком», а Гарольд Перрино отметил, что он считает ориентацию Тома хорошей сценарной находкой.
Том рассказывает, что Остров каким-то образом контролирует возможность смерти героев, после того, как Майкл трижды пытается покончить с собой. Китсис посчитал это интересным ходом. В последующих сериях Мартин Кими (Кевин Дюранд) тоже пытается застрелить Майкла, но пистолет снова даёт осечку, а перед взрывом корабля «Kahana» перед Майклом появляется воплощение острова в образе Кристиана Шепарда (Джон Терри). Линделоф также говорил, что «вмешательство» Острова вызвало автокатастрофу, не давшую Джеку покончить с собой в финале третьего сезона. После окончания показа четвёртого сезона Линделоф сказал, что эта сила острова мешает умереть также Лайнусу и Уидмору. Кьюз заявил:

Ведутся яростные споры о роли доброй воли и роли судьбы, и история, произошедшая с Майклом, — аргумент за силу судьбы. Судьба связывает его с островом гораздо сильнее, чем он ожидал, и, вероятно, сильнее, чем ожидала того аудитория.
Оригинальный текст (англ.)There is a raging debate on the show about what constitutes free will and what constitutes destiny and Michael's story was sort of an argument on the destiny side of that equation.  He had more destiny to fulfil with that island than he anticipated and maybe the audience anticipated
— 
Элизабет Сарнофф также рассказала, что остров не позволяет героям избавиться от него, пока они не выполнят своё предназначение.
Второй эпизод серии показывает сцену, в которой капитан Гольт избивает двоих членов экипажа, собравшихся сбежать с корабля. Грант Боулер, исполнивший роль Гольта, так объяснил эту сцену:

Эта сцена о том, как быстро росло количество неуправляемых событий на корабле… В ней показывается его возможность управлять кораблём, возможность идти на любые меры ради поддержания порядка. Эта сцена о его статусе, о необходимости быть уравновешенным и держать себя в руках.
Оригинальный текст (англ.)It was a scene about how far and fast things were spiralling out of control [on] the freighter… It was also about his ability to run the ship and that he was willing to go to such great lengths to keep order. It was about status, and keeping level-headed, and being in control.
— 

### Съёмки
Съёмки начались в начале ноября 2007 года и закончились 27 ноября. Забастовка приостановила написание сценария для следующей серии, и из-за этого время, потраченное на съёмку «Meet Kevin Johnson», было больше, чем время, которое в среднем затрачивается на съёмку серии «Остаться в живых». Съёмки разных серий обычно не пересекались, но одновременно с этими съёмками Джеком Бендером снимались мобизоды, а один из исполнительных продюсеров Джин Хиггинс доснимал одну сцену из первой серии сезона.
Перрино надеялся, что зрители будут наслаждаться возвращением его персонажа. Лилли назвала «Meet Kevin Johnson» «одной из лучших серий из первых восьми».
Сцены, действие которых происходит на палубах корабля, были сняты на настоящем корабле, в то время как сцены, действие которых происходит во внутренних помещениях, частично были сняты в декорациях, а частично на корабле. Первоначально предполагалось, что сцена в машинном отделении корабля, в которой Майкл собирается взорвать бомбу и видит призрак Либби, будет сниматься в настоящем машинном отделении, но от этой затеи пришлось отказаться. Там была довольно высокая температура (порядка 40 °C), и съёмочная группа решила, что в таких условиях снимать будет невозможно. Скульптор Джим Ван Хаутен создал семиметровый макет двигателя из уретановой пены.
Одна из сцен, происходивших по сценарию в Нью-Йорке, была снята в Гонолулу, на той же улице, которую использовали в качестве декораций Берлина в серии «Экономист» и Лондона в серии «Вспышки перед глазами». Заключительную сцену, в которой Алекс, Карл и Руссо идут по джунглям, снимали на ранчо Диллингэм (англ. Dillingham Ranch) у северо-восточной оконечности острова Оаху, неподалёку от пляжа, где снимались первые серии первого сезона. По замыслу сцена должна была завершаться видом снайперов в камуфляжной униформе, выходящих из леса, но конец был вырезан. Идея со снайперами были использованы в следующей серии.

### Редактирование
Несмотря на участие в забастовке с другими сценаристами Карлтон Кьюз, член Гильдии сценаристов, руководил постпродакшном серии в конце ноября. Когда же переговоры между Гильдией и Союзом кинематографистов и телепродюсеров (англ. Alliance of Motion Picture and Television Producers) в начале декабря зашли в тупик, он бойкотировал свои обязанности и вернулся к работе только после окончания забастовки.
Кроме оригинальной музыки Майкла Джаккино, в серии использовалась и другая музыка. В сцене, где Майкл пытается покончить жизнь самоубийством, разбившись на машине от удара о контейнер в порту, по радио играет песня «It’s Getting Better» в исполнении «Мамы» Касс Эллиот. Песня слышна ещё раз во время эпизода в машинном отделении. Во втором сезоне в нескольких сценаx использовалась песня «Make Your Own Kind of Music» той же исполнительницы.

## Оценка критики

### Рейтинги
Серию, озаглавленную газетой «Newsday» как «самая ожидаемая серия „Остаться в живых“ этого сезона» (англ. the most anticipated Lost [episode] of the season), посмотрело в прямом эфире и в записи в течение пяти часов после эфира 11.461 миллионов зрителей в США.
Несмотря на девятое место по количеству зрителей среди телепередач недели, «Meet Kevin Johnson» поставил своеобразный антирекорд, получив самый низкий рейтинг среди выпущенных на тот момент серий «Остаться в живых», хотя этот результат вскоре перекрыла серия «Счастливая привычная жизнь», показавшая ещё более низкий рейтинг.
«Meet Kevin Johnson» занял пятое место в возрастной группе от 18 до 49 лет с 4,6 баллами из 12 возможных. Считая посмотревших её в течение недели после показа, серию посмотрело 13.386 миллионов зрителей. В Канаде серия собрала у экранов 1,421 миллиона человек, поставив «Остаться в живых» на восьмое место по рейтингу. В Австралии серию посмотрело 618 тысяч человек, что поставило её на двадцать четвёртое место по количеству зрителей среди программ того вечера.

### Отзывы
Журналисты и фанаты критиковали авторов за кажущееся несоблюдение временны́х рамок.
Основываясь на событиях третьего сезона, зрители могли соотнести время событий, произошедших с Майклом, со временем событий, произошедших на острове. Джон Кубичек, журналист сайта BuddyTV написал по этому поводу:

Временны́е рамки приводят к довольно серьёзным проблемам восприятия… В этом почти нет смысла… После того, как Майкл уплыл на лодке, он должен был найти помощь, доплыть до берега, как-то объясниться, кто он такой, перелететь самолётом в Нью-Йорк, отправить Уолта жить к бабушке, найти себе квартиру, попасть в автокатастрофу, лежать в больнице и только после этого встретить Тома. Либо авторы играют со временем, либо у Майкла была самая насыщенная неделя в мировой истории.
Оригинальный текст (англ.)This timeline results in some serious issues fans should have with time … This makes almost no sense … Michael left in the boat, he had to find help, come ashore, somehow explain himself, get on a plane back to New York City, drop off Walt to live with his grandma, find an apartment, get into a car accident, recover, and only then did he meet Tom. Either the writers are playing fast and loose with the concept of time, or Michael had the busiest week in the history of the world.
— 

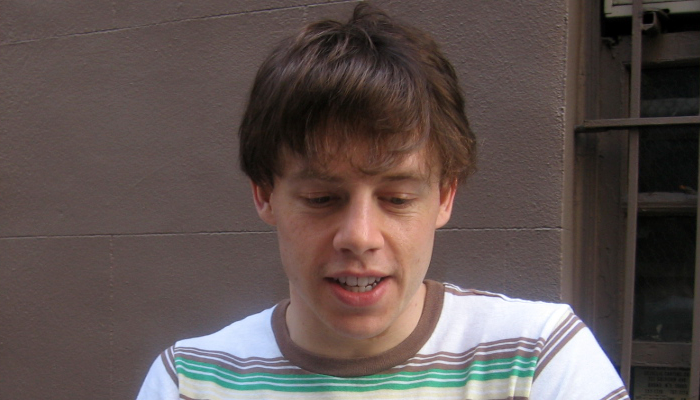
Актёр Блейк Башофф, игравший Карла, ушёл из сериала на Бродвей

Основываясь на Лостпедии, Никки Стаффорд из журнала «Wizard» пришла к выводу, что по хронологии серия не совпадает не только с третьим сезоном, но и с другими сериями четвёртого сезона.
Деймон Линделоф, отвечая на эти обвинения, заявил, что критика оказалась довольно едкой, хотя придирались к мелочам, но в своё оправдание сказал, что таковы законы телевидения.
Кульминация, в которой убивают Алекс и Руссо, а Алекс кричит, что она — дочь Бена, вызвала неоднозначную реакцию.
В своей рецензии, в которой оценка «Meet Kevin Johnson» составила 8,8 баллов из 10, журналист IGN Крис Кэработт назвал эту сцену полностью неуместной и появившейся в ненужный момент.
Джей Глэтфелтер, журналист «The Huffington Post», назвал этот эпизод «шокером», но задался вопросом о том, кто из зрителей мог переживать о смерти Карла, сказав, что все достоинства Карла — это его причёска, не делавшая его интересным героем.
Обозреватель «Digital Spy» Бен Роусон-Джонс, несмотря на то, что назвал «Meet Kevin Johnson» серией, достойной звания финала половины сезона, написал, что кульминация не была настолько эффектной, как ожидалось, потому что коллективные судьбы Алекс, Даниэль и «расходного» Карла мало кого интересовали.
Джефф Дженсен, рецензент журнала Entertainment Weekly, поставил серии оценку «B» и подверг критике финальную сцену и длительный флешбэк. По его мнению, финал получился невпечатляющим, и произошло это из-за желания сделать серию концом первой половины сезона, а недостатком флешбэка он посчитал именно его продолжительность, из-за которой, на его взгляд, была утрачена присущая «Остаться в живых» динамичность.
Мнения по поводу развития характера Майкла и его эмоциональной борьбы в большинстве своём были положительны. Алан Сепинуолл, журналист газеты «The Star-Ledger», назвал центральную часть «весьма хорошей» и положительно отозвался об игре Гарольда Перрино. Также он охарактеризовал все действия Майкла ради спасения Уолта как хороший пример того, как авторы умеют использовать эмоциональные воздействия прошедших событий.
Тим Гудман из газеты «San Francisco Chronicle» также похвалил его игру и назвал необычной находкой «Тома-гея».
Рецензент журнала «Variety», Синтия Литтлтон, написала, что Перрино сыграл человека, всё время пытающегося совершить правое дело, без истерик и «разжёвывания».
Бен Роусон-Джонс, поставивший серии оценку 4 из 5, тоже хвалил постановку флешбэка и передачу состояния Майкла.
Ден Компора, обозреватель сайта «SyFy Portal», в своей рецензии похвалил игру Перрино и актёров, исполнявших роли погибших персонажей, но подверг критике работу актёров вне флешбэка.
Джей Глэтфелтер отозвался о «Meet Kevin Johnson», в целом, положительно, но о сексуальной ориентации Тома написал так:

Это выглядело довольно странно, как действие из разряда «А давайте сделаем одного из персонажей геем?», но при этом всё вышло нормально… не было чрезмерности.
Оригинальный текст (англ.)It seemed a little oddly placed, kind of like 'Let's make one of our characters gay just for the heck of it' but still it's cool that the show has a perfectly normal … not over-the-top gay character.
— 
То, как в серии была реализована сюжетная линия взаимоотношений Майкла и Уолта, критики оценили хуже. Стив Хейзер из журнала «Time Out» охарактеризовал эту линию как очень предсказуемую.
Обозреватель TMZ.com назвал «Meet Kevin Johnson» хорошей, но не захватывающей серией и написал следующее:

Серия оказалась слишком коротка… Чувствуется, что мы получили лишь половину истории о Майкле. Было интересно смотреть на его депрессию… И на то, как ему объяснили причину, почему он должен работать на Бена… Но я не могу избавиться от чувства, что мы пропустили хорошую возможность.
<…>
Том предстал в образе великого футбольного тренера — его убеждающие речи удивительны.
Оригинальный текст (англ.)This episode fell a little short … I feel like we were kind of robbed of half of the 'What Happened to Michael?' story. It was interesting to see how far into depression he sunk … And they did give him a pretty good reason for working for Ben … But I can't shake the feeling that we missed a good opportunity.  
<…>
Tom would make a great football coach —— his motivational speeches are awesome.
— 
Эрин Мартелл, журналист TV Squad написала, что история того, как Майкл с Уолтом добрались до материка, осталась нераскрыта из-за того, что Малкольм Дэвид Келли вырос.
Оскар Дал, обозреватель сайта BuddyTV, поставил «Meet Kevin Johnson» на седьмое место среди первых восьми серий первой половины четвёртого сезона (восьмой стала «Соперница»), а его коллега Джон Кубичек заявил, что флешбэк, по сути, не рассказал ничего особенно нового.

### Награды
Академия телевизионных искусств и наук (англ. Academy of Television Arts & Sciences) представила Роберта Андерсона, Фрэнка Моррона и Скотта Уэббера к награде «Эмми» в номинации «Выдающееся звуковое оформление среди сериалов с длиной серии в 1 час» (англ. Outstanding sound mixing for a comedy or drama series (one-hour)) за их работу в серии «Meet Kevin Johnson». 13 сентября 2008 года они получили эту премию. Андерсон также рассказывал, что «Остаться в живых» иногда снимается всего в двухстах ярдах (180 метров) от Kamehameha Highway и шум от дороги и автомобилей заглушает слова актёров так же, как и шум волн, и поэтому диалоги приходилось позже дублировать.